# Durante Duranti (poeta)
Il conte Durante Duranti (Brescia, 6 ottobre 1718 – Palazzolo sull'Oglio, 14 novembre 1780) è stato un poeta italiano.

## Biografia
Unico figlio maschio di una delle più antiche famiglie aristocratiche della città, dimostrò fin da giovanissimo inclinazione per le Belle Lettere, componendo poesie sotto la guida dei maestri del Collegio delle Grazie.
A soli 21 anni fu eletto "primario magistrato" della città che, però, presto, abbandonò per trasferirsi prima a Firenze (1738) poi a Bologna (1742). Nel corso di questi anni accrebbe la sua fama di poeta, giungendo a essere ammesso nell'Accademia della Crusca. 
Nel 1750 fu coinvolto nell'omicidio del conte Marcantonio Martinengo, per il quale scontò due anni di carcere.
Riabilitato, tornò a Brescia ove ricoprì la "pubblica Deputeria" e, nel 1755, gli fu chiesto di celebrare le lodi del cardinale Angelo Maria Querini, spentosi in città il 16 gennaio.